# Oostrumse Beek
De Oostrumse Beek is een beek in de gemeente Venray in de Nederlandse provincie Limburg.
De beek is ongeveer 20 kilometer lang en het totale oppervlak van het afwateringsbied is 47,6 km². De beek mondt ten noordoosten van Geijsteren uit in de Maas. De beek wordt gedeeltelijk gevoed door maaswater uit het Peelkanaal. Het bovenstroomse gedeelte loopt door gebieden met intensieve landbouw, terwijl het benedenstroomse gedeelte door een landschap met extensieve landbouwgebieden en natuurgebieden loopt.
De Oostrumse Beek ligt te midden van de hogere zandgronden en is ontstaan in venige laagten in het zandlandschap. In die laagte stroomde een meanderende beek die minstens voor een deel van het jaar gevoed werd door het grondwater. De beek behoort tot de laaglandbeken en kenmerkt zich door een gering verval en een lage stroomsnelheid.
De beek stroomt door ook door Landgoed Geijsteren met daar de Sint-Willibrorduskapel van omstreeks de 16e eeuw op de grens van Noord-Brabant en Limburg.
De beek heeft in het zuidelijke deel van de gemeente Venray zijn oorsprong in de in de 19e eeuw moerassige Steegsche Broek. Vervolgens stroomt de beek langs de oostzijde van Venray en het zuiden van Oostrum. 
Bij Oostrum had de beek een haarspeld doordat zij eerst een stuk parallel liep aan de spoorlijn Venlo-Nijmegen, om vervolgens onder het spoor door te gaan bij de weg naar Wannssum en aan de andere zijde van het spoor terug te lopen tot voorbij het station. Na een bocht dreef de beek de Oostrumse watermolen of Campsmolen aan. Dit was de bovenste molen op de beek. Verder stroomafwaarts lag de onderste molen: de Rosmolen van Geysteren op het Landgoed Geijsteren.
Vlak bij de monding van de beek in de Maas bevinden zich nog de fundamenten van Kasteel Geijsteren die omgeven is door een slotgracht.

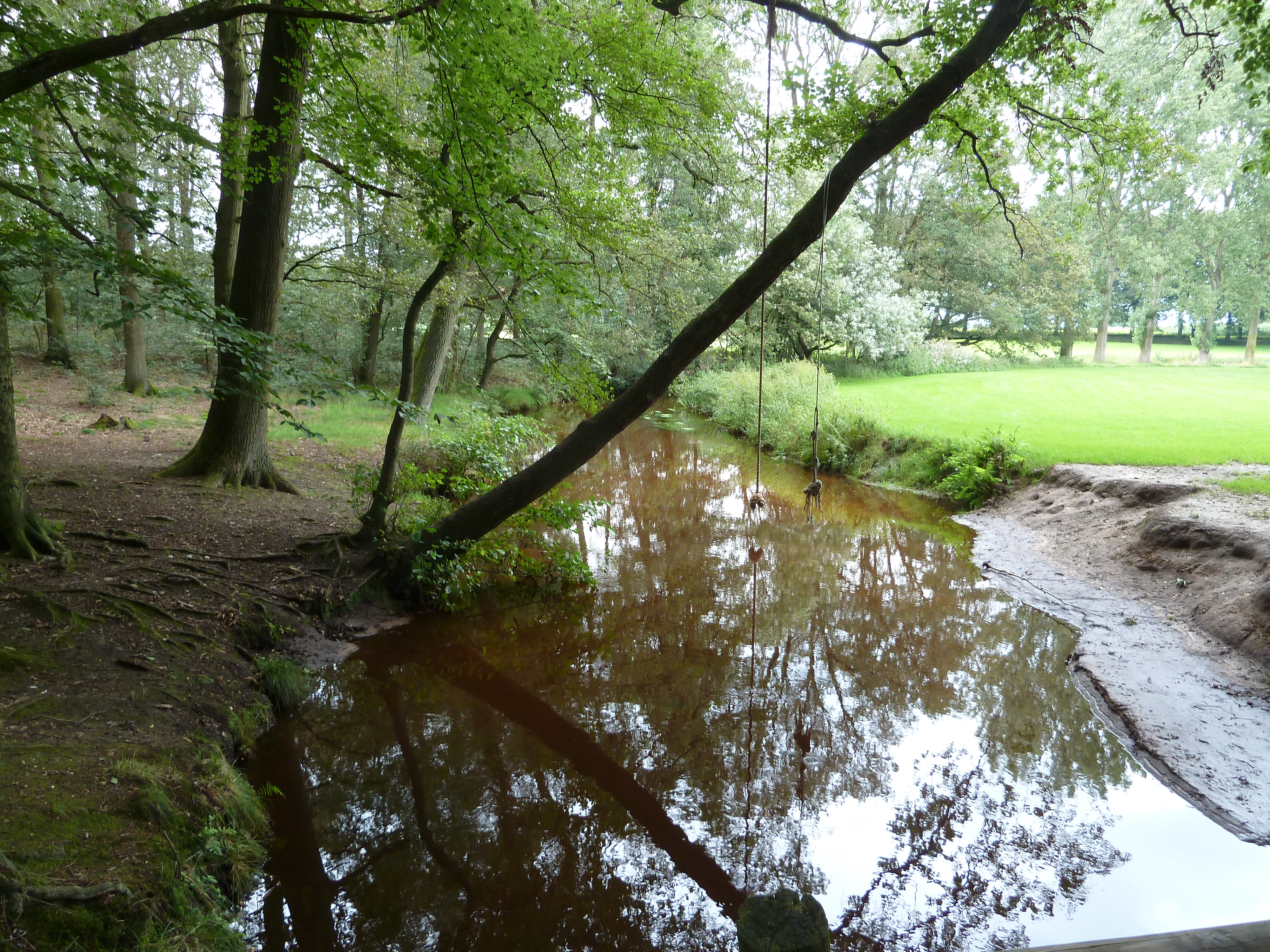
De Oostrumse Beek op het Landgoed Geijsteren, in stroomafwaartse richting gekeken
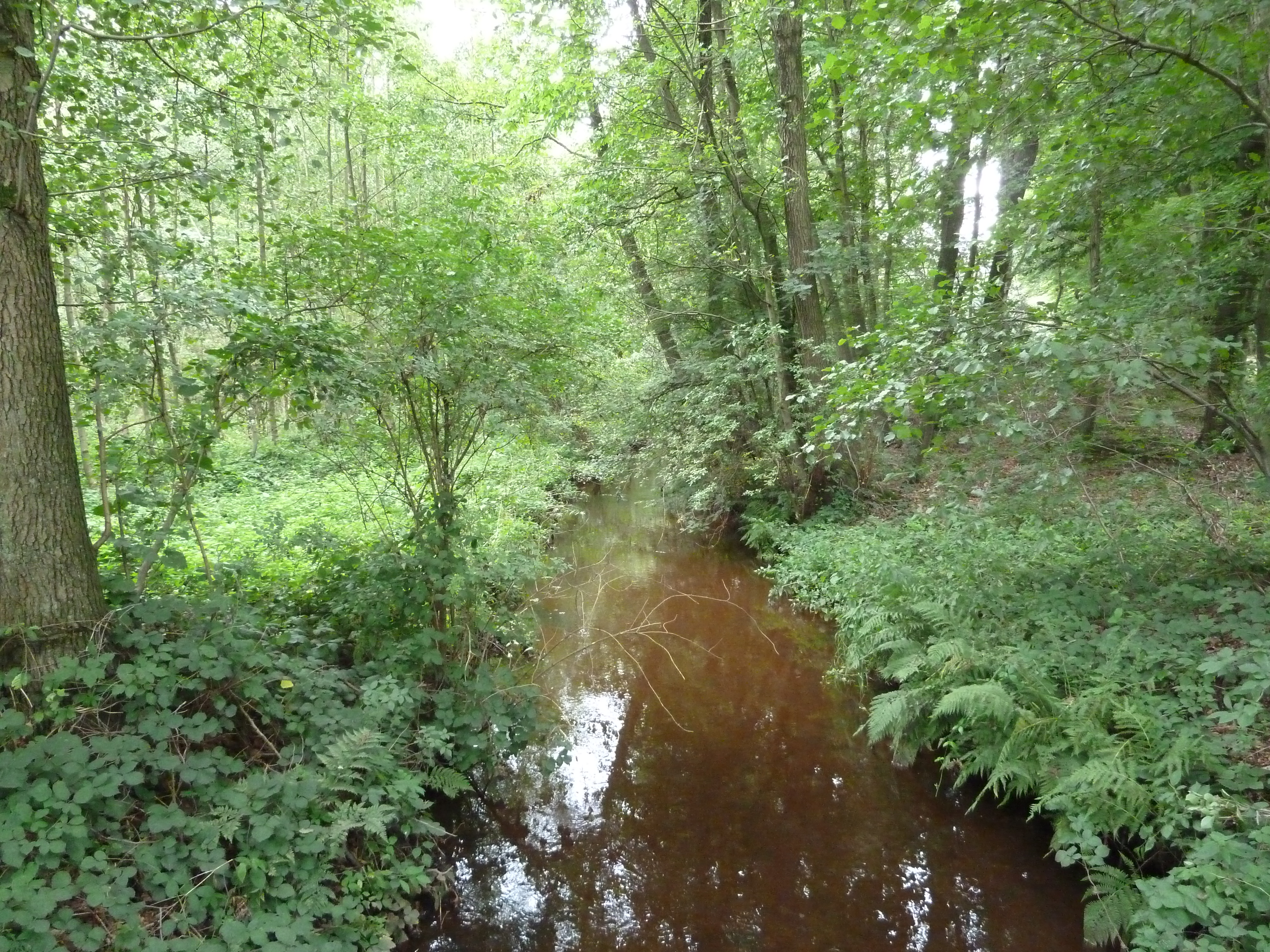
De Oostrumse Beek op het Landgoed Geijsteren, in stroomopwaartse richting gekeken
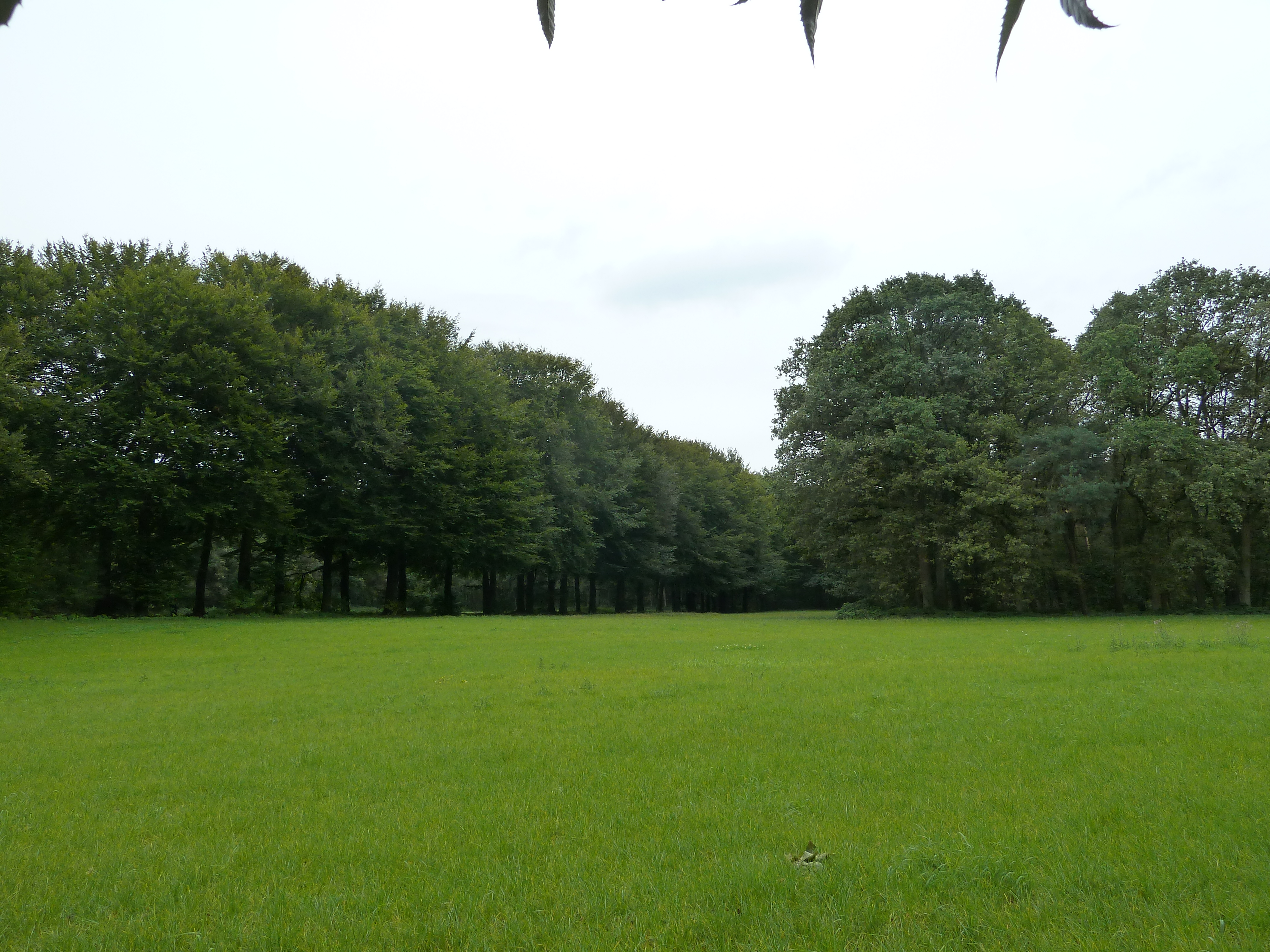
Landgoed Geijsteren in de buurt van de Oostrumse Beek
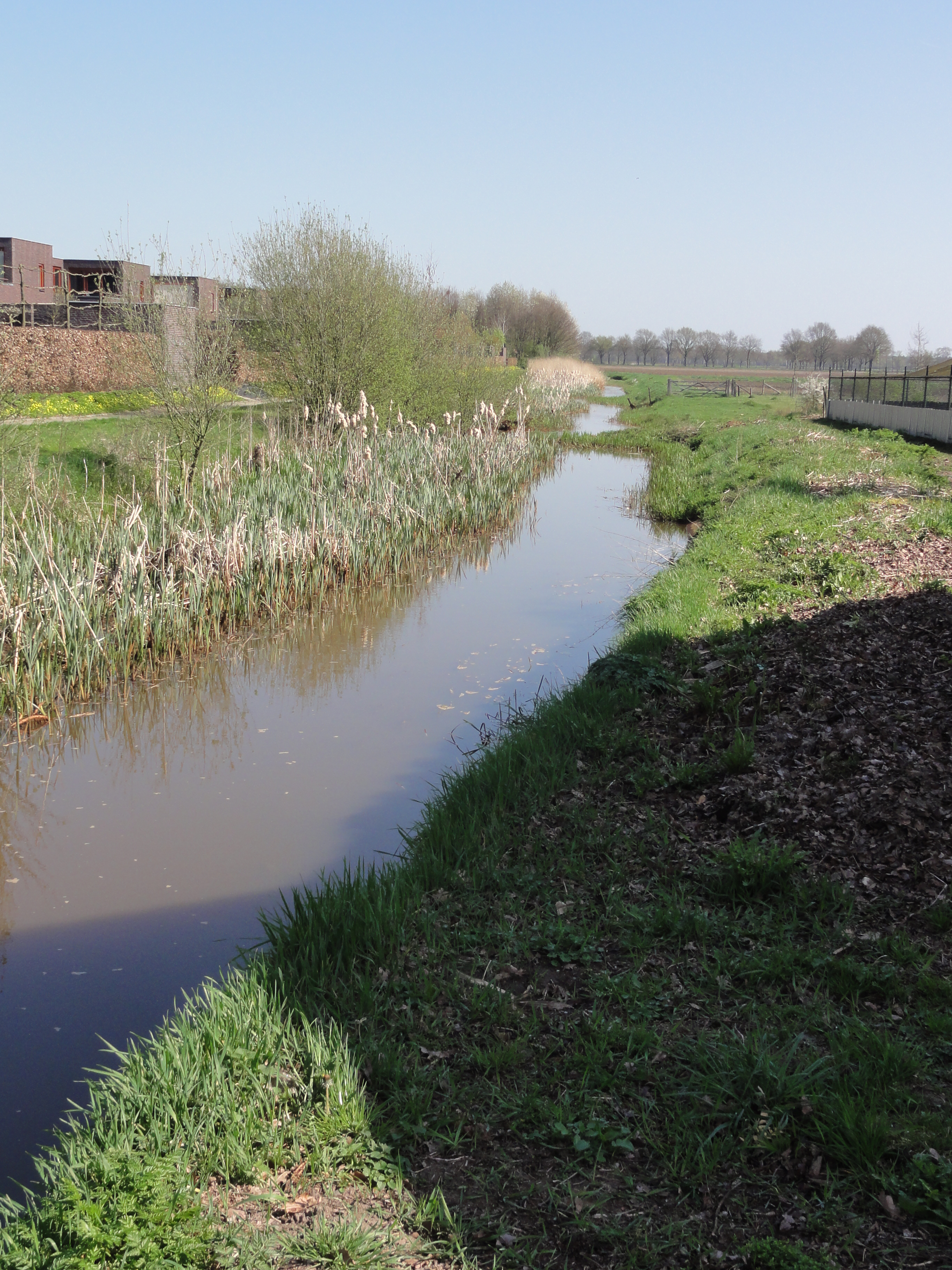
De Oostrumse Beek langs de dorpsrand van Oostrum

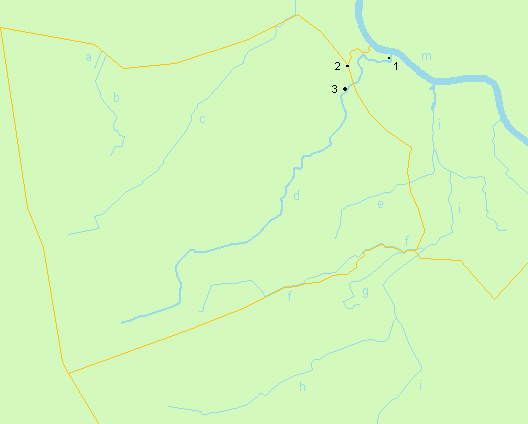
Het stroomgebied van de Oostrumse Beek (d) met de Kasteelruïne (1),
Willibrorduskapel (2) en de Rosmolen (3).